# Sotico
Sotico es una localidad española, perteneciente al municipio de Onzonilla, en la provincia de León, inserta en el área del Alfoz de León, en la Comunidad Autónoma de Castilla y León.
Situado sobre la Presa de Lunilla que vierte sus aguas al río Bernesga.
Los terrenos de Sotico limitan con los de Santa Olaja de la Ribera y Castrillo de la Ribera al norte, Marialba de la Ribera al noreste, Alija de la Ribera y Villadesoto al sureste, Grulleros al sur, Torneros del Bernesga al oeste y Vilecha al noroeste.
Perteneció a la antigua Hermandad de Vega con Ardón.